# Jacinto Brito
Jacinto Brito Villegas (9 de abril de 1938 — 1 de setembro de 1968) foi um ciclista olímpico mexicano. Representou sua nação em duas edições nos Jogos Olímpicos de Verão de 1960.